# Gastronomia del Camp de Tarragona
La cuina del Camp de Tarragona tracta sobre el menjar i les begudes típics de la cuina d'aquesta comarca.
El Camp és una comarca històrica de gran extensió que abasta les comarques actuals del Tarragonès, el Baix Camp i l'Alt Camp. No s'ha de confondre amb la Vegueria del Camp de Tarragona. El Camp es compon d'una sola plana que corre del Penedès a les muntanyes que la separen de l'Ebre. Per l'interior està totalment envoltat per la Serralada Prelitoral. Tot açò dona una tremenda unitat al Camp i la seua llarga costa i l'absència de grans zones de muntanya - cal parlar però de les muntanyes de Prades - el fa una zona de cuina mediterrània en tota regla.
A continuació es detalla els elements més destacables de la gastronomia d'aquesta comarca:

## La calçotada
La calçotada és un àpat més aviat festiu que alhora neix del producte més típic de Valls i amb denominació d'origen, el calçot. La calçotada, celebrada al febrer, també es pot tastar a qualsevol restaurant de la zona. Es tracta de calçots rostits a la brasa i guarnits amb una salsa lleugerament picant que es diu salvitxada, una variant del romesco.

## Romesco
El romesco és una salsa originària del Camp a base de tomàquet, ceba, oli d'oliva, pebrot, pebre bo, sal, llorer, farigola, fenoll i orenga.

## Menjablanc
El menjablanc és el plat tipic de Reus - com també ho és de les Terres de l'Ebre i l'Alguer. El menjablanc es fa amb llet, llet d'ametlles, mido, sucre i canyella en branca. Es prepara barrejant els ingredients en fred i posteriorment remanant-lo mentre s'escalfa, fins a l'ebullició. La llet d'ametlles es prepara triturant atmelles, afegint aigua a la pasta formada i a continuació filtrant. És un plat tipic del Carnestoltes (el dijous gras) i es pot consumir durant tota la quaresma.
Existeix un preparat en sobres preparat per Menjablanc de Reus S.L. Hi ha també un producte comercial anomenat "almendrina" que es pot fer servir per a preparar el menjablanc

## Altres plats típics
- Coca de cireres, de Reus.

## Begudes típiques
- És tradicional el consum de plim, que és la marca comercial d'una beguda refrescant amb gust de plàtan. Barrejat amb el vermut de Reus, crea el Masclet.
- El vermut Yzaguirre[3] antigament es fabricava a Reus, però ara el fan al Morell.

## Ingredients bàsics
- Peix i marisc.
- Fruites.
- Patata, amb denominació de Prades.
- Avellana. Reus concentra el 95% del comerç d'avellanes a la península.[4]